# Марксово (Калининградская область)
Марксово — посёлок в Полесском районе Калининградской области. Входит в состав Саранского сельского поселения.

## Население
| 1939 | 2002 | 2010 | 2012 | 2013 |
| ---- | ---- | ---- | ---- | ---- |
| 312  | ↘65  | ↗69  | ↗72  | ↗81  |

## История
Образован в 1946 г. путем объединения населённых пунктов Штайндорф, Скрусдинен и Штайнгренц.